# Eugène Gigout
Eugène Gigout /øˈʒɛn ʒiˈɡu/ (Nancy, 23 marzo 1844 – Parigi, 9 dicembre 1925) è stato un compositore e organista francese.

## Biografia
Ricevette la prima istruzione musicale alla cattedrale di Nancy come corista. Allievo della scuola Niedermeyer di Parigi a partire dal 1857, ebbe come professore Camille Saint-Saëns e in seguito divenne a sua volta docente in tale scuola (di pianoforte e organo), per poi divenire il successore di Alexandre Guilmant presso il conservatorio di Parigi nel 1911 (il suo successore sarà Marcel Dupré); tra i suoi allievi si può menzionare Eugène Harcourt.
Gigout ricoprì il ruolo di organista titolare della chiesa di Saint Augustin a Parigi per ben 62 anni.
Gigout prese in adozione Léon Boëllmann (anch'egli organista e compositore francese, morto a 35 anni). Dopo la morte di Boëllmann nel 1897 e della di lui moglie l'anno successivo, si fece inoltre carico dei tre orfani della coppia.

## Opere
L'opera di Eugène Gigout, interamente dedicata all'organo e fortemente ispirata dal canto gregoriano per quanto riguarda la melodia, mostra altresì l'influenza di un severo studio dell'armonia e del contrappunto da parte dell'autore.
- 1872-1876 -  3 Pièces d'orgue

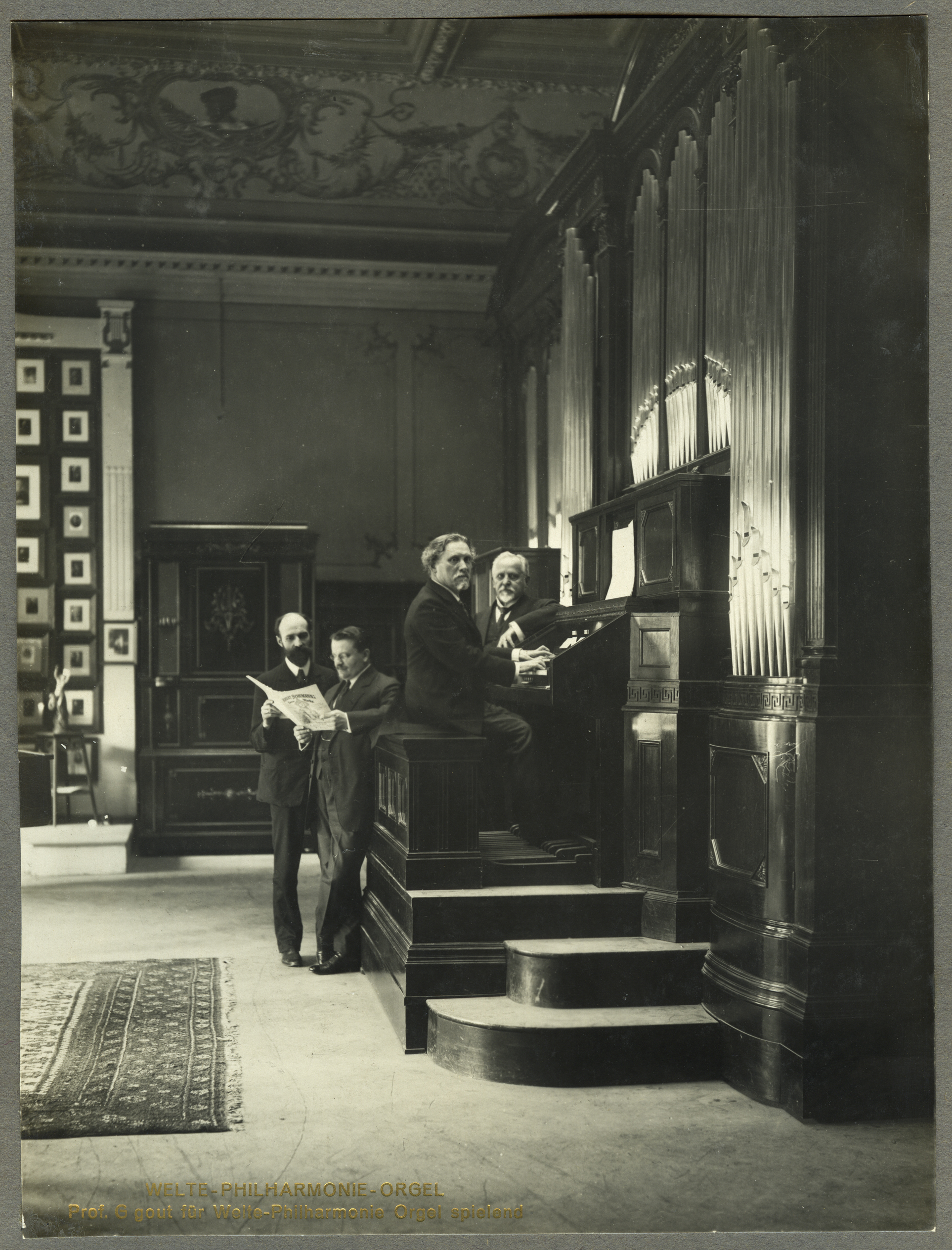
Sessione di registrazione per il Welte-Philharmonic Organ con Eugène Gigout, Friburgo 1912

- 1875 - Chants du graduel et du vespéral romains
- 1877 - Ave verum et Tantum ergo à quatre voix, pour chœur
- 1880 - Étude, impromptu et capriccio (piano)
- 1881 - 6 Pièces d'orgue
- 1884 - Ave verum à 4 voix et orgue
- 1884 - Tantum ergo à 4 voix et orgue
- 1884 - 3 Mélodies sur des poèmes d'A. de Givrins et Victor Hugo
- 1885 - 6 Morceaux (piano 2 et 4 mains)
- 1885-1886 - Pièces diverses en deux suites (orgue)
- 1886 - Cantique à la Vierge Marie sur un poème de l'Abbé de Beauchamp, une voix soliste, chœur ad libitum, orgue
- 1887 - Andante symphonique (piano, harmonium)
- 1887 - Marche funèbre (piano, harmonium)
- 1888 - 100 pièces brèves dans la tonalité du plain-chant (orgue)
- 1888 - Ave verum, pour soprano, ténor et orgue
- 1889 - Suite de 3 morceaux (orgue)
- 1890 - 10 pièces, pour orgue
- 1890 - Méditation pour violon et orchestre
- 1890 - Transcriptions d'oeuvres de Bach, Boëllmann, Niedermeyer, Sacchini et de Saint-Saëns
- 1891 - Pièces diverses pour orgue
- 1892 - Antienne pontificale à quatre voix et orgue
- 1892 - Hymne à la France (piano, harmonium, 4 mains, existe en arrangement pour orchestre)
- 1893 - Le prêtre sur un poème d'Henry B. pour voix soliste, harpe et orgue
- 1894 - Au guery! (piano)
- 1895 - Album grégorien (orgue)
- 1896 - 3 Pièces (orgue)
- 1897 - Prélude et fugue en mi majeur (orgue)
- 1897 - Rhapsodie sur des airs catalans (orgue)
- 1898 - Rhapsodie sur des airs populaires du Canada (orgue)
- 1898 - Marche des Rogations, pour orgue
- 1899 - Cantiques et Motets
- 1900 - 2 Motets pour voix de femmes et orgue
- 1900 - 2 Pièces (orgue)
- 1900 - Tota pulchra pour voix soliste et orgue
- 1901 - Alleluia de Pâques à quatre voix et orgue
- 1902 - 2 Cantiques pour voix soliste, trois voix et orgue ou piano
- 1903 - Poèmes mystiques (orgue)
- 1904 - L'orgue d'église (orgue)
- 1904 - Sonate en fa majeur (piano)
- 1904 - Suite enfantine (piano)
- 1908 - Le Noël de Joséphine sur une poème de R. Fraudet pour voix soliste et piano
- 1911 - 70 Pièces dans les tons les plus usités (orgue)
- 1913 - 12 Pièces  (orgue)
- 1913 - 3 Improvisations caractéristiques (piano)
- 1914-1915 - En souvenir !, 2 légendes pour piano (n° 2 pour 4 mains)
- 1918 - Pièce jubilaire en forme de prélude et fugue (orgue)
- 1921 - Barcarolle sablaise (chant)
- 1922 - 100 Pièces nouvelles (orgue)
- 1923 - 10 pièces (orgue)
- 1925 - Aux Escaldes (piano)
- Le vallon sur un poème d'A. de Lamartine
- En forme de légende, pour orgue